# ヴィランズ (芸能プロダクション)
ヴィランズ株式会社（英文社名；villains INC.）は、東京都港区に本社を置く日本の芸能プロダクション。

## 概要
2016年3月に設立。Vシネマやバラエティなどを中心に所属タレントのマネジメントを行う。中心的なタレントとしては過去に小沢仁志が所属していた。

## 所属タレント
※2017年7月28日 (金) 04:34 (UTC)現在
- 小沢仁志
- 川本淳市
- 江原シュウ
- 天馬唯仁
- 川崎健太

## 過去の所属者
- 小沢仁志
- 小沢和義